# كلاوديو سكيمون
كلاوديو سكيمون (بالإيطالية: Claudio Scimone)‏‏ (23 ديسمبر 1934 - 6 سبتمبر 2018) هو قائد فرقة موسيقية إيطالي، وهو حاصل على لَقب فارس الصليب الأكبر من وسام استحقاق الجمهورية الإيطالية (أعلى مرتبة تقديرية في الجمهورية)، وهو حاصل على شهادة القانون الفَخرية من جامعة بادوفا.

## روابط خارجية
- كلاوديو سكيمون على موقع IMDb (الإنجليزية)
- كلاوديو سكيمون على موقع ميوزك برينز (الإنجليزية)
- كلاوديو سكيمون على موقع أول ميوزيك (الإنجليزية)
- كلاوديو سكيمون على موقع ديسكوغز (الإنجليزية)